# Крајпуташ Јаћиму Петровићу у Драгољу
 Крајпуташ Јаћиму Петровићу у Драгољу  (Општина Горњи Милановац) налази се крај пута који води од варошице према сеоском гробљу. Подигнут је у спомен Јаћиму Петровићу, учеснику Првог српског устанка, настрадалом 1804. године. Споменик су подигли потомци на месту где је Јаћим Петровић највероватније настрадао, или сахрањен.

## Опис споменика
Споменик је у облику полиедра закошеног врха. Исклесан је од сивог пешчара из драгољског мајдана Русовићи у засеоку Кикови. Димензије стуба износе 130х23х18 cm. Добро је очуван.
Споменик је једноставне израде, без икаквих декоративних елемената. У врху споменика са обе стране урезани су једноставни крстови, испод којих су натписи. Бочне стране су празне.

## Епитаф
Епитаф је добро је очуван и читљив. У имену покојника уместо слова И уклесани су крстићи.
ОВАЈ
СПОМЕН
ПОКОЈ
ЈАЋ+МУ
ПЕТРОВ+
ЋУ БИВ
ШЕМ ИЗ
ДРАГОЉА
КОЈИ ПО
ГИБЕ ОД
ДУШМА
НСКЕ
РУКЕ
1804
Текст се наставља на наспрамној страни:
СПОМЕН
ДИЖЕ
ИВАН
СА СИНО
ВИМА
РАДОМИ
Р И ГВОЗ
ДЕН НИК
ОЛИЋИ
И МИЛЕН
КО И ДРА
ГИЋ ЈОВА
НОВИЋ И
ШУКУН
ЂЕД У ИЈ
ДРАГОЉУ